# Danh sách phương pháp tử hình
Đây là danh sách các phương pháp tử hình hay còn được gọi là xử tử.

## Phương pháp hiện đại
| Phương pháp    | Mô tả |
| -------------- | --- |
| Treo cổ        | Một trong những phương pháp được thực hiện phổ biến nhất, vẫn được sử dụng ở nhiều quốc gia, thường có tính toán giúp giảm đau đớn, gây gãy cổ và mất ý thức ngay lập tức. Đáng chú ý được sử dụng bởi Pakistan, Iran, Ấn Độ, Nhật Bản và Singapore. |
| Tiêm thuốc độc | Được sử dụng lần đầu tiên tại Hoa Kỳ vào năm 1982, thuốc tiêm gây chết người đã được sử dụng bởi 5 quốc gia khác kể từ đó, bao gồm Trung Quốc, Đài Loan, Thái Lan, Guatemala và Việt Nam. |
| Ghế điện       | Chỉ có Hoa Kỳ và Philippines đã từng sử dụng phương pháp này. Bây giờ nó vẫn hợp pháp ở một số tiểu bang Hoa Kỳ nhưng chỉ để thay thế việc tiêm theo yêu cầu của tù nhân hoặc nếu tiêm không thể thực hiện được. |
| Xử bắn         | Một hình thức tử hình được sử dụng nhiều nhất hay phổ biến nhất. Hình thức này được sử dụng tại nhiều quốc gia nhưng nhiều nhất là Trung Quốc và Ấn Độ. Cách tử hình này được chọn nhiều vì dễ chuẩn bị vì có sẵn súng và dễ giết đối tượng vì bị bắn vào các nội tạng quan trọng.                                                                                 |
| Phòng hơi ngạt | Chỉ có Hoa Kỳ và Litva đã từng sử dụng như một phương pháp xử tử. Hiện nay nó hợp pháp ở một số tiểu bang Hoa Kỳ chỉ để thay thế tiêm theo yêu cầu của tù nhân hoặc nếu tiêm thuốc không thể thực hiện được. Cũng được sử dụng ở Đức Quốc xã trong Thế chiến 2 như một vũ khí giết người hàng loạt. Gần đây có đề xuất sử dụng nitơ gây ngạt oxy để thay thế tiêm. |
| Chém đầu       | Đã được sử dụng tại các thời điểm khác nhau trong lịch sử ở nhiều quốc gia. Một trong những hình thức nổi tiếng nhất là thực hiện bằng máy chém. Ngày nay nó chỉ được sử dụng ở Ả Rập Saudi với một thanh kiếm. |
| Ném đá         | Người bị kết án bị dồn nén bởi những viên đá ném bởi một nhóm người với tổng số thương tích dồn lại dẫn đến cái chết. |
| Đóng đinh      | Đóng đinh vào cây thập giá bằng gỗ hoặc vật tương tự (như cây) và khiến tử vong. |

## Phương pháp cổ đại
| Phương pháp                        | Mô tả |
| ---------------------------------- | --- |
| Động vật                           | - Voi giày - Nuốt chửng bởi động vật, (ví dụ: bị ném cho sư tử ăn thịt, ngoài ra cũng có cá sấu mõm ngắn, cá sấu, cá răng đao và cá mập) - Rắn cắn - Bị xé xác bằng ngựa (chẳng hạn: Tứ mã phân thây (ngựa xé thành 4 mảnh; trong thời Trung Cổ ở châu Âu và Trung Quốc cổ đại, sử dụng 4 con ngựa buộc dây vào các bộ phận của cơ thể như tay, chân...; có biến thể Ngũ mã phân thây với 1 con ngựa buộc vào cổ) - Chà đạp bằng ngựa (ví dụ: Al-Musta'sim, Caliph cuối cùng của Nhà Abbas ở Bagdad) |
| Bẻ gãy lưng                        | Phương pháp thực hiện ở Mông Cổ tránh đổ máu trên mặt đất (Ví dụ: nhà lãnh đạo Mông Cổ Trát Mộc Hợp có lẽ đã bị xử tử theo cách này vào năm 1206). |
| Tử hình bằng đại bác               | Nạn nhân bị trói chặt vào miệng một khẩu súng thần công (đại bác), sau đó bị bắn |
| Đại bàng máu                       | (tiếng Anh: blood Eagle) Cắt da của nạn nhân bằng vuốt nhọn, phá vỡ xương sườn khiến nạn nhân giống như có đôi cánh dính máu trên lưng và kéo phổi ra khỏi vết thương ở lưng nạn nhân. Có thể đã được sử dụng bởi người Viking. |
| Luộc đến chết                      | Hình phạt này được thực hiện bằng cách cho nạn nhân vào trong một cái vạc lớn chứa đầy nước, dầu, nhựa đường, mỡ động vật đun lên hoặc thậm chí là chì nóng chảy. |
| Con bò đồng                        | Bị đẩy vào bên trong một bức tượng bò bằng sắt và sau đó nấu chín bằng ngọn lửa được thắp sáng ở phía dưới nó. |
| Hành hình bằng bánh xe             | Còn được gọi là bánh xe Catherine, Catarina thành Alexandria được cho là đã bị kết án tử hình bằng phương pháp này. |
| Chôn sống                          | • Khoảng 524-528 giới cầm quyền Hỏa giáo ở Iran đã chôn sống 3.000 tín đồ Mazdak giáo với bàn chân hướng lên trên để thể hiện cảnh tượng của một "khu vườn người". • Cách thức trừng phạt truyền thống cho các trinh nữ Vesta (Vestal virgin) phá vỡ lời thề. |
| Thiêu sống                         | Khét tiếng nhất là một phương thức hành hình của các dị giáo và phù thủy. Một phương pháp thực hiện chậm hơn, dùng các mảnh gỗ đốt đơn lẻ, đã được người Mỹ bản địa sử dụng để tra tấn tù nhân của họ cho đến chết. |
| Chà đạp/nghiền nát                 | Bằng một vật nặng, làm một cách đột ngột hoặc từ từ. |
| Rút ruột ra                        | Thường được sử dụng làm giai đoạn sơ bộ để thực hiện phần chính, ví dụ: bằng cách chặt đầu; một phần không thể thiếu của seppuku (harakiri), đôi khi được sử dụng như một hình thức tử hình. |
| Tứ mã phân thây                    | Bị kéo và tứ phân dẫn đến mất nhận thức. Lưu ý: điều này đã được sử dụng kết hợp, chẳng hạn như treo, kéo lê và phân xác. |
| Nhấn chìm                          | • Tử hình bằng cách làm chết đuối, được chứng thực từ rất sớm trong lịch sử tại với nhiều nền văn hóa lớn và là phương thức xử tử đối với nhiều loại tội phạm. • Nhà nước IS đã thực hiện nhấn chìm một số tù binh trong lồng sắt và quay clip tuyên truyền. |
| Treo, kéo lê lết và phân thành bốn | Phương pháp xử tử những người Anh bị kết tội phản quốc cao. |
| Thả rơi                            | Nạn nhân bị ném xuống từ một độ cao hoặc vào một lỗ rỗng (ví dụ: Barathron ở Athens, trong đó các tướng lĩnh Athens bị kết án vì tham gia trận Arginusae). Ở Argentina trong Chiến tranh bẩn thỉu, những người cưỡng bức mất tích sau đó bị đánh thuốc mê và ném từ máy bay xuống đại dương. |
| Lột da                             | Da được loại bỏ khỏi cơ thể. |
| Garrote                            | Được sử dụng phổ biến nhất tại Tây Ban Nha và ở các thuộc địa cũ của Tây Ban Nha (ví dụ: Philippines), được sử dụng để bóp nghẹt hoặc bóp cổ ai đó. |
| Gibbet                             | Gibbet liên quan đến việc sử dụng cấu trúc kiểu giá treo cổ mà nạn nhân thường được đặt trong một cái lồng sau đó được treo ở một địa điểm công cộng và nạn nhân bị bỏ mặc để ngăn chặn những tội phạm hiện có hoặc tiềm năng khác. |
| Immurement                         | Giam cầm một người bằng cách chặn mọi lối thoát hiểm; vì chúng thường được giữ sống qua một lần mở, đây là một dạng tù chung thân hơn là hình phạt tử hình (ví dụ: nữ bá tước Báthory Erzsébet, người sống thêm bốn lần nữa năm sau khi bị thi hành). |
| Impalement                         | Đâm thủng người bởi một vật thể như cọc, cột, giáo hoặc móc, thường là đâm thủng hoàn toàn hoặc một phần cơ thể. |
| Keelhaul                           | Phương pháp tử hình của hàng hải châu Âu. Người thủy thủ bị trói vào một đường vòng bên dưới con tàu, bị ném xuống một bên của con tàu và bị kéo lê dưới thân tàu, từ một bên của con tàu sang bên kia hoặc theo chiều dài của con tàu (từ mũi đến đuôi tàu). |
| Kim loại nóng chảy hoặc đun nóng   | Marcus Licinius Crassus và Pavlo Pavliuk được cho là bị giết chết bằng thứ này. Phương pháp hành hình này được sử dụng cho những người khao khát sự giàu có bằng cách đổ xuống cổ hoặc cho những người muốn làm vua bằng cách đổ kim loại lên đầu. Thay phiên nhau, một vương miện và vương trượng nóng có thể được đặt lên trên đầu để làm cho nạn nhân hiện diện như sự nhại lại của một vị vua. Trong tiếng Ukraina, đây được gọi là cái chết bởi trò hề.                                         |
| Poena cullei                       | Theo các tài liệu ghi chép thì nó được sử dụng ở đế chế La Mã. Người bị kết án bị nhét vào bao tải cùng với một số động vật và ném vào nước. |
| Ngộ độc                            | Trước thời hiện đại, sayak (사약, 賜藥) là phương pháp trừng phạt tư bản của quý tộc (lưỡng ban) và các thành viên của hoàng gia trong nhà Triều Tiên ở Triều Tiên bởi vì Nho giáo niềm tin rằng người ta có thể giết một seonbi nhưng không thể xúc phạm anh ta (사가살불가욕, 士可殺不可辱). Làm ngộ độc do uống sâm độc đã được sử dụng như một phương pháp tử hình ở Hy Lạp cổ đại. |
| Con lắc                            | Một loại máy có đầu rìu cho trọng lượng cắt gần thân của nạn nhân theo thời gian. (lịch sử tranh chấp.) |
| Xẻ đôi người                       | (lịch sử tranh chấp) |
| Scaphism                           | Một phương thức hành hình ở Đế quốc Ba Tư cổ đại, trong đó người bị kết án được đặt ở giữa hai chiếc thuyền, buộc ăn một hỗn hợp mật ong và sữa và trôi nổi trong một cái ao tù đọng. Nạn nhân sau đó sẽ bị tiêu chảy nghiêm trọng, sẽ thu hút côn trùng đào hang, làm tổ và ăn thịt nạn nhân. Nạn nhân cuối cùng sẽ chết vì sốc nhiễm trùng. |
| Tùng xẻo                           | Phương pháp loại bỏ các phần của cơ thể trong một thời gian dài, điển hình là bằng dao, cuối cùng dẫn đến tử vong. Đôi khi được gọi là "cái chết bởi một ngàn vết cắt." |
| Ngạt                               | Làm chết người do ngạt thở |
| Bỏ đói/ Làm mất nước               | Giam cầm. |
| Siết cổ                            | Gây chết người bẳng cách siết/bóp cổ bằng bất cứ thứ gì. |
| Hơi ngạt                           | Dùng cacbon monoxit gây ngộ độc bằng cách đốt than trong phòng kín. |